# Tas-Chajachtach
Il Tas-Chajachtach (in russo Тас-Хаяхтах?; in lingua sacha: Таас Хайахтаах) è una catena montuosa che fa parte del sistema dei Monti Čerskij e si trova nel territorio della Sacha (Jacuzia), in Russia. 
La catena montuosa si estende da nord a sud per oltre 100 chilometri sul lato nord-orientale del sistema Čerskij. Tutto il lato orientale della catena si affaccia sulla depressione della Moma e del Selennjach (Момо-Селенняхская впадина). A sud-ovest la valle del fiume Dogdo (affluente del Tuostach) separa il crinale dai monti Dogdo. L'altezza massima arriva a 2 356 m.
Il crinale è composto principalmente da siltiti, argille e graniti. Sulle pendici ci sono rade foreste di larici, che diventano, ad un'altitudine di oltre 1000 m, boschetti di pino nano siberiano e tundra di licheni.